# Cyrtandra repens
Cyrtandra repens är en tvåhjärtbladig växtart som beskrevs av De Vriese. Cyrtandra repens ingår i släktet Cyrtandra och familjen Gesneriaceae.

## Underarter
Arten delas in i följande underarter:
- C. r. monantha
- C. r. repens